# Peter Moreno

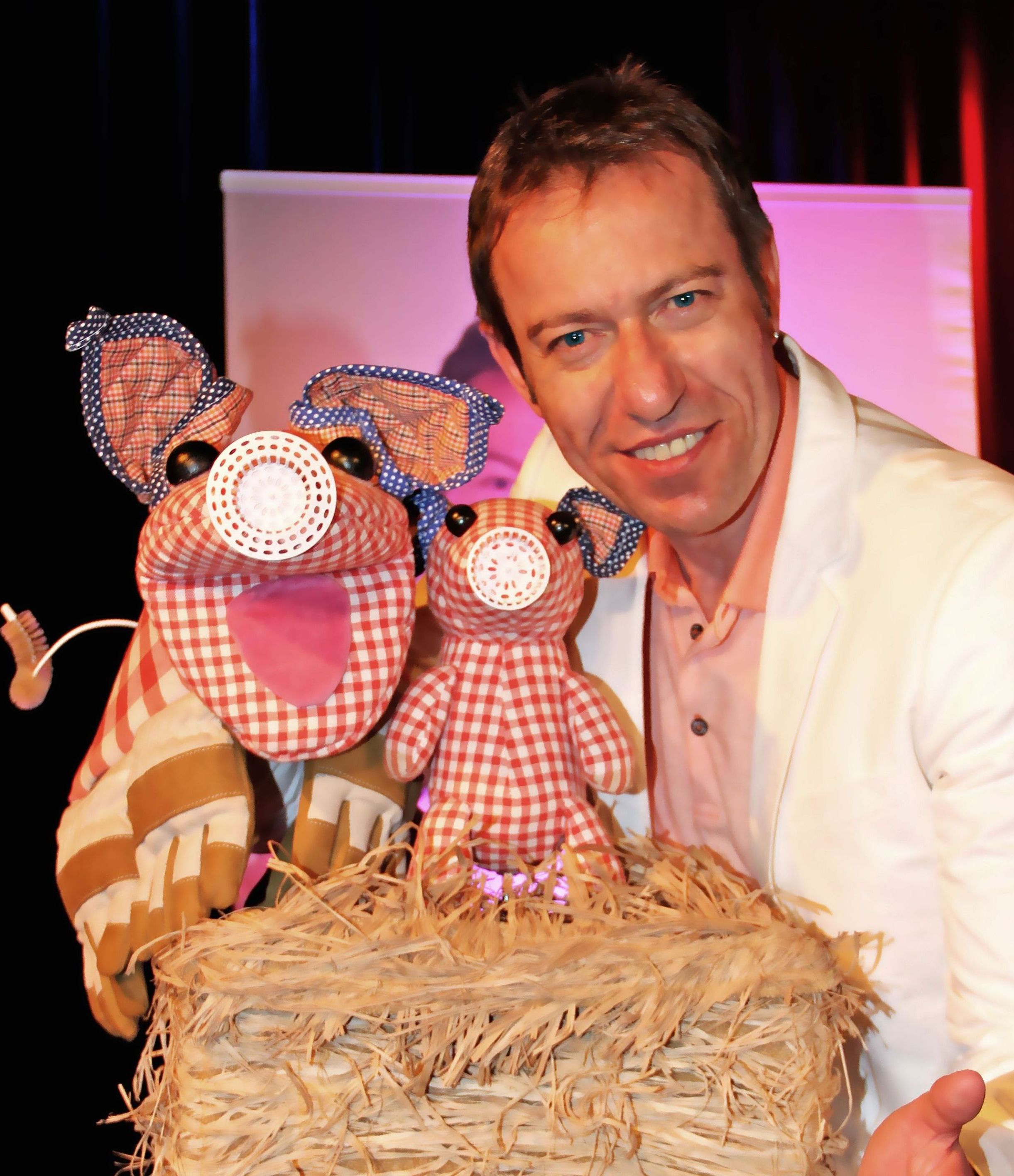
Peter Moreno (2018)

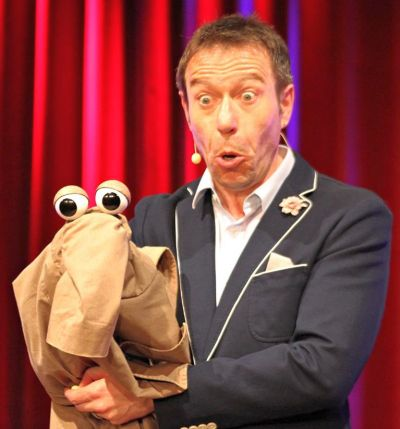
Peter Moreno (2014)

Peter Moreno (* 1965 in Aindling) ist ein deutscher Bauchredner und Comedian. Er gilt als einer der weltweit besten Bauchredner und ist seit 1985 durchgehend im Guinness-Buch der Rekorde als amtierender Weltrekordhalter im Bauchredner eingetragen. Diese Weltrekorde sind ihm seiner 30 echten Bauchstimmen zu verdanken, und so ist Moreno der Bauchredner mit den meisten verschiedenen Bauchstimmen.

## Leben
Moreno absolvierte seinen ersten Auftritt als Bauchredner im Alter von 14 Jahren. Seinen ersten TV-Auftritt als Bauchredner hatte er zwei Jahre später im hr bei der von Désirée Nosbusch moderierten Sendung „Zirkus Kinderfest im Park“. Während seiner Ausbildung zum Stuckateur erarbeitete er sein erstes Bauchrednerprogramm und machte 1985 sein Hobby zum Beruf. 
Er trat in verschiedenen Fernsehsendungen auf, darunter Die Goldene 1 mit Max Schautzer, das Winterfest der Volksmusik mit Florian Silbereisen und Stern TV mit Günther Jauch. Er war zudem zu Gast in den Talkshows Riverboat und Absolut Schlegl. Moreno hält verschiedene Weltrekorde im Bauchreden. Moreno selbst sieht sich als Comedy-Entertainer, Alleinunterhalter und Moderator der guten Laune an, und so kam er zu weiteren Bühnenpartnern wie Franz Beckenbauer, Wolfgang Lippert, Boris Becker und vielen anderen.
Mit dem abendfüllenden Kleinkunstprogramm "sprechART !", das er seit 2014 in Kleinkunsttheatern aufführte, mischte Showelemente aus dem Bereich Kabarett und Stand-up-Comedy. Im Jahr 2018 ging er mit dem Soloprogramm "BauchComedy - Lachen ist Programm!" in Theatern, Stadthallen, Kurhäusern, Festhallen in Deutschland auf Tour. Sein neues Dinnershow-Programm "Gutes Bauchgefühl" ist seit 2018 auch in seinem Repertoire.